# Римское завоевание Мёзии и Фракии
Римское завоевание Мёзии и Фракии — военные походы римлян с целью покорения северо-восточной части Балканского полуострова.

## Первые столкновения с фракийцами
Впервые римляне столкнулись с фракийцами в начале II в. до н. э. В 189 до н. э. фракийские отряды атаковали нумидийскую конницу, шедшую в авангарде армии Сципиона Азиатского, возвращавшейся с войны против Антиоха III. В 188 до н. э. племена астов, кенов, мадуатенов и корелов атаковали армию Гнея Манлия Вульсона, возвращавшуюся из похода на галатов, нанесли ей значительные потери и захватили часть обоза с добычей.
Царь одриссов Котис IV был союзником Персея в Третьей Македонской войне. В 149—148 фракийцы оказывали помощь Андриску. После поражения в войне с римлянами самозванец пытался укрыться во Фракии, но, опасаясь конфликта с Римом, фракийцы выдали его. После аннексии Македонского царства римляне вышли к границе с Фракией. В 113 до н. э. фракийцы напали на римскую армия, которую возглавлял Гай Порций Катон, и не только её рассеяли и обратили в бегство, но и смогли практически полностью уничтожить. В 107 до н. э. меды и бессы присоединились к скордискам для нового набега, но были разгромлены проконсулом Минуцием Руфом в сражении на Гебре.
Фракийские племена славились своей исключительной жестокостью. Флор пишет о них:

И не было в то время ничего более жестокого, чем их обращение с пленниками: они совершали возлияния богам человеческой кровью, пили из человеческих черепов и делали для себя забаву из смерти пленников, сжигая их и удушая дымом; а также пытками исторгали плоды из чрева беременных матерей.— Флор. I. 39, 2 
Часть фракийцев, в основном, племена, жившие между Дунаем и Гемом, а также бастарны, были союзниками Митридата, которому поставляли наемников, но одрисский царь Садал I, вероятно, опасавшийся понтийского царя, предоставил военную помощь Сулле.

## Македонская война 78—71 до н. э.
Фракийские набеги на Македонию не прекращались, и в 78 до н. э. римляне предприняли одновременное наступление в Иллирии и Фракии. Проконсул Македонии Аппий Клавдий в 77—76 до н. э. вел неудачную войну с фракийцами, обитавшими в Родопских горах, потерпел несколько поражений и умер в ходе кампании. Присланный ему на смену Гай Скрибоний Курион не решился продолжать эту неудачную войну, и повернул войска на дарданов, победил их в ходе трехлетней войны и первым из римских полководцев достиг Дуная, «но испугался дремучих лесов» Дакии и повернул назад.
Марк Лукулл в 73 до н. э. возобновил войну с фракийцами. Эта кампания была связана с начавшейся годом ранее Третьей Митридатовой войной. Первый удар наместник Македонии нанес по бессам, одному из сильнейших фракийских племен. Разгромив их в жестоком сражении где-то в горах Гема, он овладел столицей бессов Уксудамой (Адрианополь), взял крепость Кабилы и дошел до Нижнего Дуная. К 72 до н. э. были разбиты племена Малой Скифии и Лукулл обратился против греческих полисов, входивших в державу Митридата.
Предполагают, что в кампанию 72 до н. э. Лукулл овладел Аполлонией и Месембрией, причем Аполлония, оказавшая упорное сопротивление, была взята только к концу года. Город был разграблен и сильно разрушен, в числе прочей добычи римляне увезли священную статую Аполлона. Перезимовав в Месембрии, Лукулл в кампанию 71 до н. э. взял города, расположенные к северу от Гема: Каллатиду, Парфенополь, Томы, Истрию, Бурупаны. В Месембрии и, возможно, в Аполлонии, был оставлен римский гарнизон, с северными городами полководец ограничился заключением союзных договоров. Так как племена Северной Фракии, несмотря на поражения, нанесенные им римлянами, отнюдь не были покорены, оставлять войска на севере было опасно.

## Походы Антония Гибриды
Номинальное господство Рима над частью Мёзии, Фракии и западнопонтийскими городами продолжалось всего 10 лет. В 62 до н. э. проконсулом Македонии стал Гай Антоний Гибрида, которому Цицерон уступил эту провинцию, чтобы тот не мешал ему бороться с заговором Катилины. Новый наместник вполне оправдывал своё прозвище «Гибрида», которое получил за особую жестокость в обращении с пленными и за применение пыток (за свою полудикую натуру — так называли плод любви домашней свиньи и дикого кабана). Он устроил серию грабительских набегов на соседние племена, опустошил землю дарданов, а когда приблизились главные силы противника, бежал вместе с кавалерией, бросив свою пехоту и награбленную добычу.
Потерпев неудачу в Мёзии, Гибрида направился в Малую Скифию. Перезимовав в Дионисополе, он в 61 до н. э. попытался собрать контрибуцию с союзных греческих городов. Возмущенные его вымогательствами, горожане призвали на помощь скифов и, возможно, бастарнов, и разгромили армию наместника в сражении у Истрии (по-видимому, весной 61 до н. э.) Потерпев поражение и оставив в руках врага знамёна, проконсул бежал, бросив остатки своих войск. В результате все успехи Рима в Мёзии и Фракии были сведены на нет, и преемникам Гибриды пришлось вернуться к обороне Македонии.

## Середина I века до н. э.
Поход в 59 до н. э. Гая Октавия, отца императора Августа, против бессов и других племен не принес значительных результатов, а кампании Луция Пизона Цезонина в 58—55 до н. э. вновь закончились поражением, после которого наместник был вынужден распустить свои войска. Его легаты Луций Валерий Флакк и Квинт Марций с трудом обороняли Македонию, в которую вновь вторглись дарданы, дентелеты и меды, подступившие к Фессалонике.
Во время гражданских войн фракийцы вели себя тихо, так как военные действия часто велись на Балканах, и в Македонии находились крупные силы. В 48 до н. э. бессы предоставили Помпею вспомогательные войска.
Одрисское царство оставалось союзником Рима, но страдало от внутренних неурядиц. После убийства царя Садала II его жена Полемократия бежала с малолетним сыном к Марку Бруту, которому поручила мальчика, а также передала царские сокровища.

## Походы Красса
Первый шаг к окончательному покорению Мёзии был сделан проконсулом Македонии Марком Крассом (внуком триумвира) в ходе войны с даками и бастарнами в 29—28 до н. э. Около этого времени бастарны переправились через Дунай, ища места для поселения в Мёзии и Фракии. Они заняли север Мёзии, затем подчинили трибаллов и дарданов. Эти события римлян не касались, но когда бастарны перешли Гем и начали набеги на земли римских союзников дентелетов, Красс выступил против них. Узнав об этом, варвары оставили Мёзию и отступили на восток. Красс воспользовался ситуацией и сам напал на мёзов, опустошив их земли. Римский авангард был разбит при попытке овладеть сильным укреплением (возможно, Ратиарией), но подошедший с основными силами проконсул разгромил противника, осадил и взял крепость.
Затем Красс двинулся на бастарнов, отступивших к реке Цербе. Опасаясь разделить судьбу мёзов, бастарны направили к наместнику посольство с заявлением, что не причиняли никакого зла римлянам. Красс уговорил послов задержаться, и постарался их напоить, чтобы вызнать планы бастарнов, «ибо скифские народы испытывают безграничную страсть к вину и быстро пьянеют». Сам он с войсками выступил ночью через лес в направлении лагеря бастарнов. Обнаружив передовые части римлян, бастарны атаковали их, но столкнувшись с главными силами, бежали к своим повозкам, пытаясь спасти женщин и детей. Там они были окончательно разбиты. Красс собственноручно убил их царя Дельдона и снял с него доспехи. Часть варваров пыталась укрыться в священном лесу и была сожжена римлянами вместе с ним, часть утонула при попытке спастись вплавь через Дунай, другие были настигнуты и взяты в плен, а остатки разбежались по стране. Часть бастарнов была осаждена в крепости одним из гетских царей, Ролом, который получил от Красса титул друга и союзника.
Затем Красс снова вторгся в Мёзию, и «частью убеждением, частью страхом, частью открытой силой» подчинил почти все племена. Тем не менее, зимовать в покоренной стране он не решился и увел войска в области союзников. Собравшись с силами, бастарны вновь напали на дентелетов, Красс внезапным ударом снова их разбил, продиктовал условия мира, после чего обрушился на непокорные племена медов и сердов. Сокрушив их в жестоких сражениях, а пленным отрубив руки, он подверг атакам земли прочих племен, за исключением одриссов, которые за свою верность получили территорию, принадлежавшую бессам.
Тем временем в восточной Мёзии Рол вступил в войну с другим гетским царем, Дабигом, и обратился за помощью к римлянам. Красс осадил цитадель Дабига, овладел ею благодаря предательству одного грека, после чего ворвавшиеся в город римляне и геты убили царя и многих его людей. Взятого в плен брата Дабига Красс пощадил, рассчитывая сделать своим союзником. Часть войск и населения укрылась в большой пещере Кейре, но Красс блокировал выходы из неё и голодом принудил гетов сдаться. Последней операцией была осада нижнедунайской крепости Генуклы, принадлежавшей гетскому царю Цирагу. Там Красс обнаружил знамёна, отнятые в своё время у Антония Гибриды.
Красс был провозглашен императором и 4 июля 27 до н. э. справил триумф, но Октавиан под разными предлогами не дал ему посвятить в храм Юпитера Феретрия доспехи, снятые с царя бастарнов (spolia opima), опасаясь, что полководец, достигший такого исключительного отличия, станет ему соперником.
В результате походов Красса территория Мёзии была разделена на две части: восточная перешла под управление фракийского клиентского царства одриссов, в западной правили местные вожди под римским протекторатом. Земли на правом берегу нижнего Дуная были отданы Ролу, владения которого достигали на востоке Малой Скифии.

## Завоевание Мёзии
Около десяти лет сохранялось затишье, но в 17/16 до н. э. варварский мир пришел в движение. Дентелеты и скордиски разорвали союз с Римом и обрушились на Македонию. Сарматы переправились через Дунай и вторглись в Мёзию и Фракию. Бессы во главе с жрецом храма Диониса Вологезом сокрушили царство Рола. Луций Тарий Руф отразил нападение сарматов на Малую Скифию, после чего бывшее царство Рола было отдано фракийскому царю Реметалку.
Проконсул Македонии Луций Кальпурний Пизон в 15—13 до н. э. развернул наступление в Мёзии и на границе с Иллирией, идя навстречу армии Тиберия, продвигавшейся вниз по течению Дуная. В ходе упорной борьбы в 16—11 до н. э. отпавшие территории были вновь подчинены римлянами. Кампании на Нижнем Дунае проводились одновременно с наступлением в Паннонии и началом завоевания Германии и были, по-видимому, составной частью плана выхода римских армий на рубеж Дуная и Эльбы.
Между 8 до н. э. и 6 н. э., когда на германском фронте наступило затишье, крупная армейская группировка была сосредоточена на Балканах и Среднем Дунае, чтобы завершить покорение Паннонии, Иллирии и Мёзии и выйти к Дунаю на всем его протяжении. Подробности этих операций почти не известны, однако сохранились сведения о трех римских вторжениях на левый берег Дуная. По-видимому, первым через Дунай переправился Марк Виниций, затем Корнелий Лентул провел успешную операцию против даков, отомстив им за нападение на Паннонию в 10 до н. э. (Рональд Сайм датирует эту кампанию примерно 6 до н. э. — 4 н. э.) В результате этой операции римские военные посты были установлены на левом берегу Дуная, и набеги даков и сарматов временно прекратились. Август написал по этому поводу: «мое войско, переправившись через Данувий, вынудило даков принять власть римского народа». Элий Кат переселил с левого берега Дуная на правый, на запад Нижней Мёзии, 50 тысяч даков. Эту акцию предположительно датируют 5 годом, а Элий Кат может быть консулом 4 года Секстом Элием Катом.
В ходе подавления Великого Иллирийского восстания командующий войсками в Мёзии Авл Цецина Север и царь Реметалк активно помогали войскам Тиберия. Пользуясь ситуацией, даки и сарматы в 6 году вновь совершили набег на правый берег Дуная. Подчинив Иллирию, римляне решили упрочить свою власть в Мёзии, введя там провинциальное управление. Дата образования провинции неизвестна, но к началу правления Тиберия она уже существовала. На месте фракийских крепостей в Виминации и Ратиарии были созданы лагери IV Скифского и V Македонского легионов.
При Тиберии управление Македонией, Ахайей и Мёзией было объединено в руках одного наместника с целью координации действий на границе с Фракией, где часто происходили беспорядки. Непосредственно Мёзией руководил легат пропретор.
В восточной части, находившейся под управлением одриссов, римские гарнизоны не размещались, и войска туда вводились только в случае надобности. Так, в 12 году даки захватили крепость Эгиз в дельте Дуная. Римляне во главе с легатом Вителлием спустились по реке на кораблях, соединились с подошедшим войском Реметалка и изгнали захватчиков. То же самое произошло в 16 году: когда даки захватили город Трезмис, против них успешно действовала римская Дунайская флотилия.

## Покорение Фракии
Во Фракии римляне действовали традиционными методами. Так как это государство благодаря присоединенным землям настолько увеличилось, что достигло размеров периода расцвета Одрисского царства в V—IV веках до н. э., Август после смерти в 13 году царя Фракии Реметалка I посчитал разумным разделить его государство на две части. Брат Реметалка Рескупорид II (III) получил Северную Фракию и восточную Мёзию, а сыну Котису III (VIII) досталась южная Фракия. Вскоре между царями начались конфликты. Рескупорид заманил Котиса на пир и там схватил, а когда римляне потребовали его освободить, убил племянника. Римляне сместили Рескупорида и выслали в Александрию, где он вскоре был убит.
Южную Фракию отдали детям Котиса, опеку над которыми, ввиду их малолетства, осуществлял Тит Требеллен Руф, а Северная Фракия досталась сыну Рескупорида Реметалку II, верному союзнику Рима. В 21 году оба царства восстали против римских ставленников, но вскоре мятежи были подавлены войсками Публия Веллея и отрядами Реметалка II. В 25 году восстание повторилось. На этот раз фракийцы были недовольны военной повинностью. Легионы подавили и это выступление.
В 37 году большая часть Фракии была объединена под властью Реметалка III, сына Котиса III, но в 44 году восставшие подданные убили его. О последовавшей затем войне в письменных источниках сведений не сохранилось, но по косвенным данным можно предполагать, что превращение в римскую провинцию было далеко не бескровным. В Мёзию был переброшен VIII Августов легион, лагерь которого был устроен в Нове (близ Свиштова) на Дунае. Лагерь V легиона был перенесен в Эск (Гиген), что позволило взять под контроль перекрёсток двух основных дорог во Фракию — на Сердику и Филиппополь. Войну также пришлось вести с Митридатом VIII Боспорским, который выступил против римлян, рассчитывая, что их силы заняты во Фракии. В 45 году Фракия была превращена в римскую провинцию.